# Eugeniusz Sawrymowicz
Eugeniusz Sawrymowicz (ur. 7 stycznia 1904 w Sasmaken, zm. 5 lipca 1982 w Nałęczowie) – polski historyk literatury, badacz literatury okresu romantyzmu, w tym twórczości Juliusza Słowackiego, autor podręczników szkolnych.

## Życiorys
Urodził się w rodzinie Konstantego (zm. 1912) i Eugenii z Ciemnołońskich (zm. 1951). W młodości uczęszczał do szkół rosyjskich w Lipawie i od 1915 w Jekaterynburgu. Od 1917 uczęszczał w tym ostatnim mieście do gimnazjum polskiego. W 1921 powrócił z rodziną do Polski, w 1924 ukończył Gimnazjum im. Władysława Giżyckiego i zdał maturę. Studia rozpoczął na Politechnice Warszawskiej, które przerwał i w 1925 został studentem Wydziału Humanistycznego Uniwersytetu Warszawskiego, w zakresie filologii polskiej. W 1930 złożył egzamin końcowy u Józefa Ujejskiego i otrzymał stopień magistra filologii polskiej. W 1931 rozpoczął pracę jako nauczyciel w Prywatnym Gimnazjum i Liceum Towarzystwa Gimnazjum w Milanówku. W 1932 zdał egzamin państwowy dla nauczycieli szkół średnich. W latach 1936–1939 pracował równocześnie w Prywatnym Gimnazjum i Liceum im. Wandy Szachtmajerowej, Prywatnym Gimnazjum i Liceum Haliny Gepnerówny i Lycée Français de Varsovie. W 1937 należał do założycieli Towarzystwa Polonistów RP, w latach 1938–1939 był jego sekretarzem generalnym.
Podczas okupacji niemieckiej przebywał w Warszawie, uczestniczył w tajnym nauczaniu. Po powstaniu warszawskim znalazł się w Lubartowie, tam był zastępcą dyrektora miejscowego gimnazjum.
W 1945 zamieszkał w Łodzi, w roku szkolnym 1945/1946 pracował w V Państwowym Żeńskim Gimnazjum i Liceum im. Marii Konopnickiej oraz w miejscowym ośrodku metodycznym. W 1946 powrócił do Warszawy, w tym samym roku na Uniwersytecie Warszawskim uzyskał doktorat filologii polskiej na podstawie pracy doktorskiej „Hymny” Jana Kasprowicza napisanej pod kierunkiem Juliana Krzyżanowskiego. W latach 1946–1949 kierował Okręgowym Ośrodkiem Dydaktyczno-Naukowym Języka Polskiego, w 1949–1951 Centralnym Ośrodkiem Dydaktyczno-Naukowym Języka Polskiego Ministerstwa Oświaty. Równocześnie do 1952 pracował w 7 Szkole Towarzystwa Przyjaciół Dzieci w Warszawie. W latach 1951–1956 był pracownikiem Wyższej Szkoły Pedagogicznej w Warszawie, tam od 1955 kierował Katedrą Historii Literatury Polskiej, w tym samym roku został mianowany docentem. W 1956 został pracownikiem Uniwersytetu Warszawskiego. W 1960 otrzymał tytuł profesora nadzwyczajnego, w latach 1960−1966 był dziekanem Wydziału Filologicznego. W latach 1966−1969 kierował Zakładem Literatury Romantyzmu. W 1969 otrzymał tytuł profesora zwyczajnego, w latach 1971−1972 ponownie kierował Zakładem Literatury Romantyzmu. W 1974 przeszedł na emeryturę. W latach 1976−1982 kierował zespołem programowym języka polskiego w Instytucie Programów Szkolnych Ministerstwa Oświaty i Wychowania.
Zajmował się przede wszystkim twórczością Juliusza Słowackiego, opublikował poświęconą mu monografię popularnonaukową (cztery wydania w latach 1955−1974), z pomocą swoich uczniów Stanisława Makowskiego i Zbigniewa Sudolskiego opracował Kalendarz życia i twórczości Juliusza Słowackiego (wyd. 1960). W edycji Dzieł poety (wyd. I w 12 tomach - 1949, wyd. II w 14 tomach - 1952) opracował tom 2 - Poematy, tom 6 - Dramaty: „Mindowe”; „Maria Stuart”; „Kordian”; „Horsztyński”, tom 8 (w II wydaniu 9) - Dramaty: „Ksiądz Marek”; „Sen srebrny Salomei”; „Książę Niezłomny”. W latach 1962–1963 wydał w dwóch tomach Korespondencję Juliusza Słowackiego. Ponadto w edycji Wydania Jubileuszowego „Dzieł” Adama Mickiewicza przygotował tom Wiersze (1955 - pierwotnie tom ten przygotowywał zmarły w 1950 Wacław Borowy). Był także autorem podręczników Historia literatury polskiej okresu romantyzmu. Dla klasy 10 (ze Stanisławem Jerschiną i Zdzisławem Liberą - łącznie dwanaście wydań w latach 1956−1967), Literatura polska okresu romantyzmu. Podręcznik dla klasy 2 liceów ogólnokształcących oraz techników i liceów zawodowych (ze Stanisławem Jerschiną i Zdzisławem Liberą - łącznie trzynaście wydań w latach 1968−1982), Literatura polska. Do początku XIX wieku. Podręcznik dla klasy 1 liceum ogólnokształcącego oraz techników i liceów zawodowych (z Jerzym Komarem, Andrzejem Lubachem i Stanisławem Stupkiewiczem - sześć wydań w latach 1974−1978), Romantyzm. Podręcznik literatury polskiej dla klasy 2 szkół średnich (ze Stanisławem Makowskim i Zdzisławem Liberą - dziewięć wydań w latach 1978−1988). Od 1959 był redaktorem serii Biblioteka analiz literackich.
W latach 1946−1947 był członkiem zespołu redakcyjnego pisma Polonista, od 1948 członkiem redakcji pisma Polonistyka), w 1977 został przewodniczącym rady redakcyjnej tego ostatniego pisma. Był działaczem Towarzystwa Literackiego im. Adama Mickiewicza (w latach 1946−1950 sekretarzem, w latach 1950−1976 i 1978−1980 wiceprezesem Zarządu Głównego, od 1977 członkiem honorowym), w latach 1954−1956 członkiem Rady Głównej Ministerstwa Szkolnictwa Wyższego, działaczem Towarzystwa Wiedzy Powszechnej (m.in. od 1964 wiceprezesem Zarządu Głównego).
Od 1943 był mężem Stanisławy (1923–2016), z którą miał dwie córki.
Zmarł w Nałęczowie, pochowany na cmentarzu ewangelicko-reformowanym w Warszawie (kwatera W-3-4).

## Ordery i odznaczenia
- Krzyż Oficerski Orderu Odrodzenia Polski (1966)
- Złoty Krzyż Zasługi (1956)
- Medal Komisji Edukacji Narodowej (1973)[1]